# 'Abd al-Ilah
'Abd al-Ilāh del Hiyaz (1913-1958) (en árabe: عبد الإله) fue un aristócrata de Irak. Era hijo (y por tanto heredero) del rey Ali ibn Husáin del Hiyaz, quien era el hermano mayor del rey Fáysal I de Irak. Emparentado con la dinastía hachemita de Jordania y con la dinastía saudita de Arabia, se educó en Gran Bretaña.
'Abd al-Ilah fue asesinado junto con el resto de la Familia Real en la Revolución del 14 de julio de 1958 que puso fin a la monarquía hachemita en Irak. Su cuerpo fue mutilado, arrastrado por las calles de Bagdad y finalmente quemado.

## Carrera política
Al ser primo y cuñado del rey Gazi I, cuando este murió en un accidente de automóvil el 4 de abril de 1939 'Abd al-Ilah llegó a ser regente de Irak para su sobrino, el aún niño Fáysal II. Dicha función fue cumplida por 'Abd al-Ilah hasta el 2 de mayo de 1953, cuando Fáysal II cumplió 18 años.
En tanto Gazi I había sido un soberano bastante nacionalista y que estaba en contra de la influencia de Gran Bretaña sobre los reinos árabes de Medio Oriente, 'Abd al-Ilah se preocupó de seguir una política externa e interna marcadamente probritánica, al extremo de postergar la salida de las tropas británicas que seguían estacionadas en Irak desde el fin de la Primera Guerra Mundial.
En abril de 1941 ‘Abd al-Ilah fue depuesto brevemente por el ex primer ministro Rashid Ali, quien ejecutó un golpe de Estado apoyado por la Alemania nazi durante la Segunda Guerra Mundial. Si bien la política probritánica de ‘Abd al-Ilah era impopular entre la gran mayoría de la población iraquí, el abierto auspicio del Tercer Reich a Rashid Ali tampoco generó entusiasmo entre la población.
'Abd al-Ilah huyó hasta que su régimen fue reinstaurado en su cargo luego de que tropas metropolitanas y coloniales de Gran Bretaña invadieran Irak en mayo de 1941, derrotando a las tropas de Rashid Ali tras una rápida campaña donde el apoyo militar de Alemania resultó reducido e insuficiente, aun cuando la Francia de Vichy (que aún gobernaba la vecina Siria) llegó a permitir el uso masivo de aeródromos sirios por la Luftwaffe.
'Abd al-Ilah salió fortalecido de la crisis y la entrada de Estados Unidos en la contienda le permitió balancear la influencia británica al conceder influencia al gobierno de EE. UU. evitando así una mayor impopularidad entre la población de Irak. No obstante, tras 1945, 'Abd al-Ilah participó en la Liga Árabe y se alineó con las políticas defendidas por estadounidenses y británicos, ganando de nuevo el rechazo de los sectores más nacionalistas del ejército y la administración iraquíes.

## Tras la Regencia
'Abd al-Ilah abandonó el poder en 1953, cuando su sobrino Fáysal alcanzó la edad necesaria para gobernar, pero continuó siendo un asesor político importante para el joven rey, y un decidido aliado de Gran Bretaña, justificando esta posición en la necesidad de Irak de alinearse contra el comunismo durante la Guerra Fría.
Inclusive 'Abd al-Ilah insistió en que Irak se adhiriese a Gran Bretaña en contra de Egipto durante la Crisis de Suez de 1956, pese a que el socialismo árabe del Egipto gobernado por Nasser era masivamente apoyado por las masas y las élites militares de Irak, siguiendo una política similar a la de su ministro probritánico Nuri al-Said. Esta posición aumentó la impopularidad de 'Abd al-Ilah, y por extensión, la del propio rey Fáysal, alimentando el republicanismo de varios oficiales del ejército y alentando la posibilidad de que una revuelta derrocase la monarquía.
En 1958 la tensión política iraquí desembocó en un golpe de Estado cuando el joven rey Fáysal II inició un movimiento de tropas con el fin de pedir auxilio militar a Jordania, país gobernado por el primo del rey iraquí, Huséin I de Jordania. Aprovechando esta situación, el 14 de julio de ese mismo año, estalló en Bagdad un golpe de Estado ejecutado por el coronel Abdul Karim Qasim, que acabó con la monarquía hachemí en Irak contando con el apoyo casi total de las fuerzas armadas. Sorprendido por la revuelta, el príncipe ‘Abd al-Ilah fue capturado en su palacio de Bagdad y fue muerto a tiros en su jardín por uno de los oficiales rebeldes. El rey Fáysal, capturado con su tío, siguió el mismo destino minutos después.
‘Abd al-Ilah se casó en tres ocasiones, y no tuvo descendencia de ninguno de estos matrimonios.

## Distinciones honoríficas[1]

### Distinciones honoríficas iraquíes
- Caballero Gran Collar de la Orden de los Hachemitas.
- Caballero de Primera Clase de la Orden de Faisal I.
- Caballero de Primera Clase de la Orden de los Dos Ríos.

### Distinciones honoríficas extranjeras
- Caballero Gran Cruz de la Distinguidísima Orden de San Miguel y San Jorge (Reino Unido, 06/05/1942).
- Caballero Gran Cruz de la Real Orden Victoriana (Reino Unido, 10/11/1943).
- Caballero Gran Cruz de la Orden de Polonia Restituta (República de Polonia, 27/11/1943).
- Comandante en Jefe de la Legión al Mérito (Estados Unidos de América, 01/06/1945).
- Caballero de Clase Especial de la Orden de la Nube Propicia (República de China, 1945).
- Caballero Gran Cruz de la Orden de la Legión de Honor (República Francesa, 1947).
- Caballero Gran Cordón de la Orden de Leopoldo (Reino de Bélgica, 1947).
- Caballero Gran Cordón de la Orden de Pahlaví (Imperio de Irán, 14/06/1949).
- Caballero Gran Collar de la Orden de Hussein ibn Ali (Reino Hachemita de Jordania, 1949).
- Caballero Gran Cruz de la Orden del León Neerlandés (Reino de los Países Bajos, 25/04/1953).
- Medalla Conmemorativa de la Coronación de Faisal II (Reino de Irak, 02/05/1953).
- Medalla Conmemorativa de la Coronación de Isabel II (Reino Unido, 02/06/1953).
- Caballero Gran Collar de la Orden de Muhammad (Reino de Marruecos, 25/05/1956).
- Caballero Gran Cruz de la Honorabilísima Orden del Baño (Reino Unido, 16/07/1956).
- Caballero Gran Cordón de la Suprema Orden del Crisantemo (Imperio de Japón, 08/11/1957).
- Caballero de Primera Clase de la Orden del Rey Abdulaziz (Reino de Arabia Saudita, 02/12/1957).
- Caballero Gran Cordón de la Suprema Orden del Renacimiento (Reino Hachemita de Jordania).
- Caballero Gran Cordón de la Orden de la Independencia (Reino Hachemita de Jordania).

## Ancestros
|  |                                                                                   |  |  |  |  |  |  |  |  |  |  |  |  |  |  |  |
|  | 16. Emir Muhammad III bin Abdul Muin al-Aun, Gran Jerife y Emir de La Meca (= 20) |  |  |  |  |  |  |  |  |  |  |  |  |  |  |  |
|  |                                                                                   |  |  |  |  |  |  |  |  |  |  |  |  |  |  |  |
|  |                                                                                   |  |  |  |  |  |  |  |  |  |  |  |  |  |  |  |
|  | 8. Ali Bey, Jerife de La Meca                                                     |  |  |  |  |  |  |  |  |  |  |  |  |  |  |  |
|  |                                                                                   |  |  |  |  |  |  |  |  |  |  |  |  |  |  |  |
|  |                                                                                   |  |  |  |  |  |  |  |  |  |  |  |  |  |  |  |
|  | 4. Hussein bin Ali, Jerife de La Meca                                             |  |  |  |  |  |  |  |  |  |  |  |  |  |  |  |
|  |                                                                                   |  |  |  |  |  |  |  |  |  |  |  |  |  |  |  |
|  |                                                                                   |  |  |  |  |  |  |  |  |  |  |  |  |  |  |  |
|  | 18. Jeque Gharam al-Shahar                                                        |  |  |  |  |  |  |  |  |  |  |  |  |  |  |  |
|  |                                                                                   |  |  |  |  |  |  |  |  |  |  |  |  |  |  |  |
|  |                                                                                   |  |  |  |  |  |  |  |  |  |  |  |  |  |  |  |
|  | 9. Jequesa Salha bint Gharam al-Shahar                                            |  |  |  |  |  |  |  |  |  |  |  |  |  |  |  |
|  |                                                                                   |  |  |  |  |  |  |  |  |  |  |  |  |  |  |  |
|  |                                                                                   |  |  |  |  |  |  |  |  |  |  |  |  |  |  |  |
|  | 2. Rey Ali del Hiyaz                                                              |  |  |  |  |  |  |  |  |  |  |  |  |  |  |  |
|  |                                                                                   |  |  |  |  |  |  |  |  |  |  |  |  |  |  |  |
|  |                                                                                   |  |  |  |  |  |  |  |  |  |  |  |  |  |  |  |
|  | 20. Emir Muhammad III bin Abdul Muin al-Aun, Gran Jerife y Emir de La Meca (= 16) |  |  |  |  |  |  |  |  |  |  |  |  |  |  |  |
|  |                                                                                   |  |  |  |  |  |  |  |  |  |  |  |  |  |  |  |
|  |                                                                                   |  |  |  |  |  |  |  |  |  |  |  |  |  |  |  |
|  | 10. Abdullah Kamil Pasha, Gran Jerife de La Meca                                  |  |  |  |  |  |  |  |  |  |  |  |  |  |  |  |
|  |                                                                                   |  |  |  |  |  |  |  |  |  |  |  |  |  |  |  |
|  |                                                                                   |  |  |  |  |  |  |  |  |  |  |  |  |  |  |  |
|  | 5. Abdiya bint Abdullah, Jerifa de La Meca                                        |  |  |  |  |  |  |  |  |  |  |  |  |  |  |  |
|  |                                                                                   |  |  |  |  |  |  |  |  |  |  |  |  |  |  |  |
|  |                                                                                   |  |  |  |  |  |  |  |  |  |  |  |  |  |  |  |
|  | 11. Bazmi Jahan Khanum                                                            |  |  |  |  |  |  |  |  |  |  |  |  |  |  |  |
|  |                                                                                   |  |  |  |  |  |  |  |  |  |  |  |  |  |  |  |
|  |                                                                                   |  |  |  |  |  |  |  |  |  |  |  |  |  |  |  |
|  | 1. Príncipe 'Abd al-Ilah bin Ali del Hiyaz                                        |  |  |  |  |  |  |  |  |  |  |  |  |  |  |  |
|  |                                                                                   |  |  |  |  |  |  |  |  |  |  |  |  |  |  |  |
|  |                                                                                   |  |  |  |  |  |  |  |  |  |  |  |  |  |  |  |
|  | 12. Muhammad Pasha, Gran Jerife y Emir de La Meca                                 |  |  |  |  |  |  |  |  |  |  |  |  |  |  |  |
|  |                                                                                   |  |  |  |  |  |  |  |  |  |  |  |  |  |  |  |
|  |                                                                                   |  |  |  |  |  |  |  |  |  |  |  |  |  |  |  |
|  | 6. Abdullah bin Muhammad Pasha, Gran Jerife y Emir de La Meca                     |  |  |  |  |  |  |  |  |  |  |  |  |  |  |  |
|  |                                                                                   |  |  |  |  |  |  |  |  |  |  |  |  |  |  |  |
|  |                                                                                   |  |  |  |  |  |  |  |  |  |  |  |  |  |  |  |
|  | 3. Nafissa Khanum                                                                 |  |  |  |  |  |  |  |  |  |  |  |  |  |  |  |
|  |                                                                                   |  |  |  |  |  |  |  |  |  |  |  |  |  |  |  |
|  |                                                                                   |  |  |  |  |  |  |  |  |  |  |  |  |  |  |  |

| Predecesor: Gazi I | Regente de Irak (durante la minoría de Faysal II) 1939-1953 | Sucesor: Faysal II |